# Josep Vinyes Camplà
|  | No s'ha de confondre amb Josep Vinyes i Sabatés. |

Josep Vinyes Camplà (Reus, 8 de març de 1847 - Tarragona, 6 d'abril de 1928) va ser un religiós català.
Va estudiar als escolapis de Reus i inicià la carrera eclesiàstica al Seminari Conciliar de Tarragona, i, quan encara era estudiant, va ser nomenat professor de Filosofia del mateix seminari. Va ser ordenat el 1868 i cantà missa a l'església de Sant Francesc de Reus. Va guanyar una canongia a l'Abadia del Sacromonte a Granada, i va ser professor en aquell centre docent el 1879. El 1886 tornà a Tarragona, on va ser canonge a la catedral, en un càrrec que estava adscrit a la càtedra de Teologia del Seminari Pontifici. Exercí de catedràtic de Teologia fins que, degut a la seva avançada edat, li va ser canviada per la càtedra d'Història Eclesiàstica.
Col·laborà assíduament al Semanario Católico de Reus i publicà diversos llibres de teologia i un Compendio de la Historia de la Iglesia en tres volums el 1912.